# Arisaema xuanweiense
Arisaema xuanweiense — многолетнее травянистое растение, вид рода Аризема (Arisaema) семейства Ароидные (Araceae).

## Ботаническое описание
Раздельнополые растения.
Корневище вертикальное, 3—5 см длиной, 7—10 мм в диаметре, производящее столоны.

### Листья
Катафиллов два или три, беловато-зелёное, 3—8 см длиной, чешуевидные, заострённые на вершине.
Листьев один или два. Черешок зеленоватый, 15—18 см длиной, в основании формирующий ложный стебель. Листовая пластинка состоящая из трёх листочков; листочки бледно-зелёные снизу, зелёные сверху, сидячие, зубчатые; центральный листочек полукруглый, 8,8—11 см длиной и 6—8,5 см шириной, в основании тупой, на вершине острый, боковые жилки по пять с каждой стороны, параллельные, общая жилка в 2—3 мм от края; боковые листочки косоовальные, 8,5—10,8 см длиной, 5,8—8,2 см шириной, в основании округлённые, на вершине заострённые.

### Соцветия и цветки
Цветоножка зеленоватая, цилиндрическая, до 18 см длиной. Покрывало почти вертикальное, около 9,5 см длиной. Трубка зелёная, около 4 см длиной и 1,5 см в диаметре, в основании на длине 1 см белая, края устья косоусечённые, прямые или немного загнутые. Пластинка зеленоватая с беловатыми полосками, с внутренней стороны с большой (около 1 см длиной) продолговатой белой областью, загнутая, овальная, около 5,5 см длиной и 4 см шириной, на вершине заострённая и с хвостовидным образованием около 8 см длиной.
Початок однополый. Женская зона полуконическая, около 15 мм длиной, с плотно расположенными цветками; завязь зелёная; рыльце сидячее; придаток вертикальный, беловато-зелёный, цилиндрический, около 35 мм длиной и 3,5 мм в диаметре, в основании полуусечённый, около 5 мм в диаметре, на ножке около 3 мм длиной и 2 мм в диаметре.
Цветёт в апреле.

## Распространение
Встречается в Китае (Юньнань).
Растёт на высоте до 2200 м над уровнем моря.